# Hannah Kearney
Pour les articles homonymes, voir Kearney.
Hannah Angela Kearney (née le 26 février 1986 à Hanover (New Hampshire), État du New Hampshire) est une skieuse acrobatique américaine, licencée à Waterville Valley et spécialisée dans les épreuves de bosses et bosses en parallèle. Elle est la sœur du joueur professionnel de hockey sur glace Denny Kearney.

## Biographie
Elle est la fille de Jill Gass et de Tom Kearney. Sa mère est née et a grandi à Montréal au Canada. Au cours de sa carrière, elle est championne du monde aux bosses lors des championnats du monde 2005 à Ruka (Finlande). Elle se présente alors en favorite lors des Jeux olympiques d'hiver de 2006 de Turin où elle termine finalement à la 22e place dans l'épreuve de bosses disputée à Sauze d'Oulx. En février 2007, elle est victime d'une rupture du ligament croisé antérieur du genou gauche en France. Elle est victime d'une commotion cérébrale lors de la manche de coupe du monde de Mont-Gabriel en janvier 2008. Elle remporte le titre olympique lors des Jeux olympiques d'hiver de 2010. Elle se fracture deux côtes à l'entraînement en Suisse en 2012. Elle est sacrée lors du Mondiaux 2013 en Norvège. Elle décroche la médaille de bronze aux Jeux olympiques d'hiver de 2014 à Sotchi derrière les sœurs Justine et Chloé Dufour-Lapointe. Hannah Kearney a remporté quarante six manches de Coupe du monde.

## Palmarès

### Jeux olympiques
| Édition/Discipline | Bosses             |
| JO 2006            | 22e                |
| JO 2010            | Médaille d'or      |
| JO 2014            | Médaille de bronze |

### Championnats du monde
| Édition/Discipline | Bosses | Bosses en parallèle |
| Mondiaux 2005      | 1re    | -                   |
| Mondiaux 2009      | 14e    | 3e                  |
| Mondiaux 2011      | 2e     | 3e                  |
| Mondiaux 2013      | 1re    | 3e                  |
| Mondiaux 2015      | 2e     | 1re                 |

### Coupe du monde
- 4 gros globe de cristal :
  - Vainqueur du classement général en  2011, 2012, 2014, 2015.
- 6 petits globe de cristal :
  - Vainqueur du classement bosses en 2009, 2011, 2012, 2013, 2014, 2015.
- 71 podiums dont 46 victoires.